# Paesi di recente industrializzazione
Quella dei Paesi di recente industrializzazione (in inglese Newly industrialized country o NIC) è una sottocategoria socioeconomica di classificazione di quei Paesi in via di sviluppo la cui crescita economica sia più rapida di quelli della categoria più ampia, e i cui effetti, ad esempio l'urbanizzazione, stiano causando riorganizzazioni sociali di rilievo.
I fattori di rapida industrializzazione sono di natura sia sociale che economica.
In molte NIC si sono verificati sovvertimenti sociali quando le popolazioni, dalle zone rurali, sono migrate verso le città, dove le fabbriche potevano trarre molte migliaia di lavoratori.
Il flusso migratorio dei contadini verso le zone industrializzate cittadine ha creato manodopera per il settore manifatturiero. 
Altri fattori di sviluppo sono:
- Incremento dei diritti civili del cittadino.
- Leader politici competenti
- Trasformazione dell'agricoltura con la spinta del Settore secondario
- Un sistema economico basato sull'economia di mercato, favorendo il commercio internazionale.
- Aziende che operano in tutti i continenti.
- Forte investimento di capitali provenienti da paesi stranieri
- La leadership politica nella loro zona di influenza.
- Diminuzione del tasso di povertà.

In accordo con il The Economist molte persone considerano il termine datato ma un nuovo termine deve ancora essere condiviso.

## Terminologia
Introdotto nell'uso negli anni 80 del secolo scorso dal economista di Banca Mondiale Antoine van Agtmael, il termine è vagamente usato al posto di economie emergenti, ma in realtà significa un fenomeno economico che non può essere completamente descritto con strumenti economici o geografici; tali nazioni sono considerate essere in una fase di transizione tra i paesi in via di sviluppo e le nazioni sviluppate. Esempi di paesi emergenti sono il Brasile,, Cina, Colombia, India, Messico, Perù, e parecchi paesi del Sud-est asiatico, alcune nazioni della Europa orientale e nel Medio Oriente, e parti dell'Africa e della America Latina. Enfatizzando la natura fluida di questa categoria, lo scienziato politico Ian Bremmer, definì un mercato emergente come "una nazione ove la politica importa almeno quanto l'economia ai mercati"

## Attuali paesi del NIC, stato 2008
|  | Continente       | Nazione    | PIL (PPP) (Milioni di dollari, 2008 IMF) | PIL Pro capite (Milioni di dollari, 2008 IMF) | Stati per PIL (PPA) pro capite (Milioni di dollari, 2008 IMF) | Coefficiente di Gini 2006 | Human Development Index (HDI, 2008) | Lista delle nazioni per GDP | Lista delle nazioni per GDP pro capite |
|  | ---------------- | ---------- | ---------------------------------------- | --------------------------------------------- | ------------------------------------------------------------- | ------------------------- | ----------------------------------- | --------------------------- | -------------------------------------- |
|  | Africa           | Sudafrica  | 492,684                                  | 5,693                                         | 10,119                                                        | 57.8                      | 0.670 (medium)                      | 4.50                        | 4.92                                   |
|  | America del Nord | Messico    | 1,548,007                                | 12,235                                        | 14,560                                                        | 46.3                      | 0.842 (high)                        | 3.00                        | 3.30                                   |
|  | America del Sud  | Brasile    | 1,981,207                                | 8,197                                         | 10,326                                                        | 54                        | 0.807 (high)                        | 5.70                        | 4.50                                   |
|  | Asia             | Cina       | 7,916,429                                | 3,315                                         | 5,963                                                         | 44.7                      | 0.781 (medium)                      | 11.10                       | 9.95                                   |
|  | Asia             | India      | 3,288,345                                | 1,016                                         | 2,762                                                         | 32.5                      | 0.609 (medium)                      | 9.70                        | 7.02                                   |
|  | Asia             | Malaysia   | 384,119                                  | 8,141                                         | 14,072                                                        | 49.2                      | 0.823 (high)                        | 5.40                        | 3.65                                   |
|  | Asia             | Filippine  | 320,384                                  | 1,866                                         | 3,546                                                         | 44.5                      | 0.745 (medium)                      | 7.50                        | 7.40                                   |
|  | Asia             | Thailandia | 546,095                                  | 4,115                                         | 8,225                                                         | 42                        | 0.786 (medium)                      | 4.40                        | 3.93                                   |
|  | Europa           | Turchia    | 915,184                                  | 10,472                                        | 13,138                                                        | 38                        | 0.798 (medium)                      | 5.20                        | 4.10                                   |